# Paradieskörner

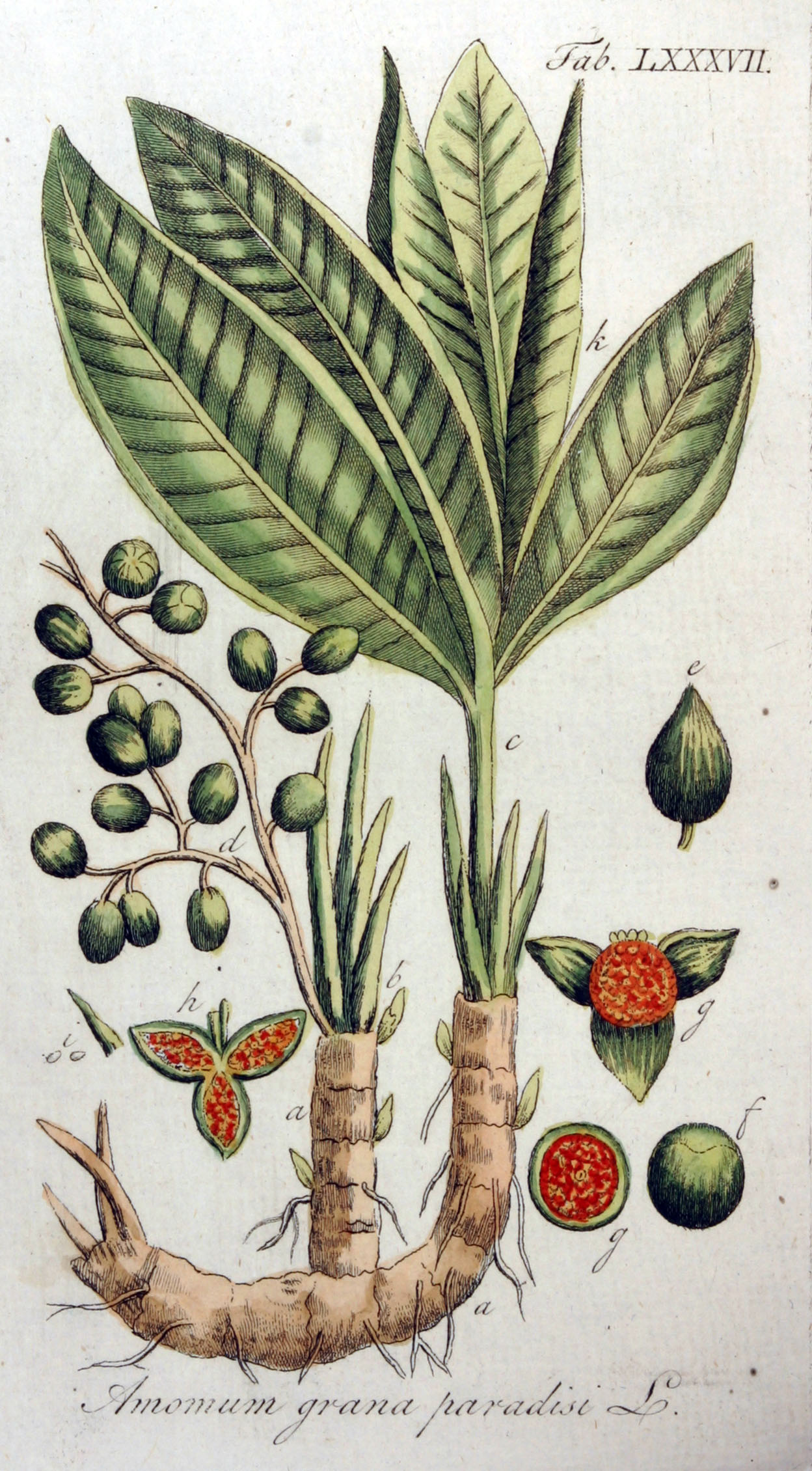
Illustration

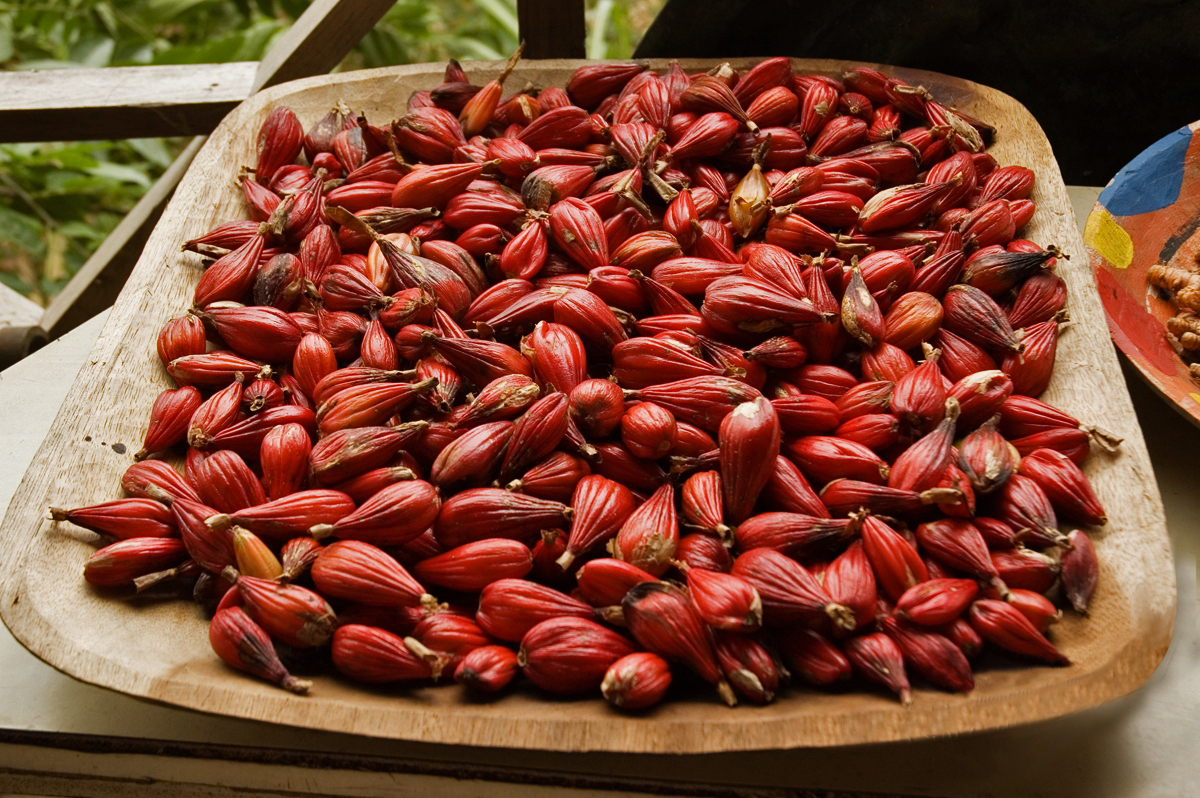
Geerntete Beeren

Aframomum melegueta (früher als Amomum granum paradisi bezeichnet) ist eine Pflanzenart, die zur Familie der Ingwergewächse (Zingiberaceae) innerhalb der Einkeimblättrigen Pflanzen gehört. Sie ist in Westafrika beheimatet und wird in vielen Gebieten Afrikas kultiviert. Paradieskörner, auch Guineapfeffer oder Meleguetapfeffer genannt, sind die getrockneten Samen, die als Gewürz verwendet werden.

## Beschreibung
Aframomum melegueta wächst als  ausdauernde krautige Pflanze mit einem für Ingwergewächse typischen Habitus und erreicht Wuchshöhen von 1,5 Meter. Es wird ein Rhizom als Überdauerungsorgan gebildet.
Die wechselständigen, schmalen und eilanzettlichen oder lanzettlichen, einfachen und kahlen Laubblätter sind bis 20–30 Zentimeter lang und 3–6 Zentimeter breit. Sie sind sitzend mit einer Blattscheide und einem Blatthäutchen. Die sich überlappenden Blattscheiden bilden einen „Pseudostamm“. Die Blätter sind ganzrandig und an der Spitze zugespitzt bis geschwänzt. Die Nervatur ist fein gefiedert, mit einer helleren Mittelader.
An der Basis der Pflanze, aus dem Rhizom, erscheinen die Blüten einzeln oder bis zu fünft in kurz gestielten Blütenständen. Die Blütenstandsstiele haben Deckschuppen.
Die Blüten sind von 7 spitzen und eiförmigen, dachziegelig angeordneten Deckblättern unterlegt. Die trichterförmigen und relativ großen Blüten sind zwittrig und zygomorph mit doppelter Blütenhülle.
Der grüne und rot gesprenkelte Kelch ist zu einem röhrigen, spitzen Federkiel verwachsen. Die äußeren, weißen drei Kronblätter sind unten „faströhrig“ verwachsen, mit einem gelblichen Schlund und oben in der Mitte mit einem größeren, bootförmigen und verkehrt-eiförmigen Lappen und mit seitlich je einem kürzeren, schmalen und länglichen Lappen.
Das große, trichterförmige, innere und genagelte sowie eingerollte, weiße bis hellviolette oder purpurfarbe Kronblatt (Labellum) ist vorn an der ausladenden Platte rüschig und am Rand gekerbt. Der Nagel ist innen und die Platte ist innen basal gelb.
Es ist nur ein petaloides und in der unteren Hälfte röhrig verwachsenes Staubblatt, mit in der Mitte zwei kleinen, länglichen Anhängseln (Staminodien), Hörnern, vorhanden. Der obere Teil ist dreilappig, der breitere mittlere Lappen ist fransig und zweispitzig und die zwei äußeren, abstehenden Lappen jeweils spitz. Die länglichen Staubbeutel sind vorne oberhalb der Röhre, oben am flachen Teil des Staubfadens angeheftet.
Der dreikammerige Fruchtknoten ist unterständig, der lange Griffel mit einer bewimperten, trichterförmigen Narbe sitzt mit dem unteren Teil in der Staubblattröhre und ist etwas kürzer als das Staubblatt. Der Griffel hat an der Basis zwei lange, längliche Anhängsel (mögl. Nektarien).
Es werden bis zu 8–12 Zentimeter lange, eiförmige und teils geschnäbelte, rote bis gelbe, ledrige sowie dreikammerige und kahle Beeren gebildet. Die Scheinfrüchte mit den Kelchresten an der Spitze sind fein längsrillig. Die vielen (45–65) rundlichen, rehbraunen und warzigen Samen sind etwa 3 Millimeter groß. Sie haben einen fransigen Arillus. Die Samen liegen in einer weißhaarigen, -fibrösen Fruchtkammer.

## Taxonomie
Die Erstbeschreibung dieser Art erfolgte 1828 durch William Roscoe unter dem Basionym Amomum melegueta. Karl Moritz Schumann stellte sie 1904 unter dem Namen Aframomum melegueta (Roscoe) K.Schum. in die Gattung Aframomum. Ein weiteres Synonym von anderen für Aframomum melegueta (Roscoe) K.Schum. ist Aframomum meleguetella K.Schum.

## Herkunft
Aframomum melegueta stammt aus dem Gebiet vom tropischen Westafrika bis Uganda und Angola. Sie wird lokal angebaut (besonders in Ghana), spielt aber im weltweiten Handel heute keine Rolle mehr.

## Geschichte
Im Mittelalter gelangten Paradieskörner (lateinisch Grana paradisi; fälschlich auch Pariskörner genannt) über den Landweg nach Nordafrika und von dort nach Europa, wo sie als afrikanischer Pfeffer bzw. Pfefferersatz wegen ihres geringeren Preises sehr beliebt waren.
Während der portugiesischen Kolonialexpansion im 15. Jahrhundert erreichte Joao Afonso de Aveiro Benin und brachte von dort 1486 den „Guinea-Pfeffer“ nach Lissabon. Das Gewürz wurde zunächst in steigendem Umfang über den Seeweg gehandelt, verlor aber langfristig an Bedeutung, nachdem die portugiesischen Expeditionen Indien erreicht hatten und damit eine neue Möglichkeit zum Import von echtem Pfeffer eröffneten.

## Verwendung
Paradieskörner haben einen pikant-scharfen, aber nicht brennenden Geschmack und ein angenehm würziges Aroma. Daher können sie als Gewürz dienen oder auch medizinisch verwendet werden. Sie eignen sich vor allem für Schmorgerichte mit langer Kochzeit, wobei sie fast immer gemahlen eingesetzt werden.
In den europäischen Küchen werden Paradieskörner heute kaum verwendet, abgesehen von einigen wenigen altertümlichen Rezepten für Lebkuchen, Würste, Biere und Magenbitter. Jedoch werden Paradieskörner im Gin der Marke Bombay Sapphire verwendet.
Mit Paradieskörnern gewürzte Speisen findet man heute vor allem in den Maghrebstaaten, insbesondere Marokko. In den westafrikanischen Ursprungsländern nutzt man sie außer zum Kochen auch in der Volksmedizin.
Die Früchte sind essbar, auch ein aromatisches Öl kann aus den Samen gewonnen werden. Die ganze Pflanze und die Rhizome werden auch medizinisch verwendet.

## Trivialnamen
Trivialnamen in unterschiedlichen Sprachen sind:
- Latein: Grana paradisi[12]
- Arabisch: جوز الشرق (Dschauz asch-Scharq) „Orientnüsse“, جوز السودان (Dschauz as-Sūdān) „Sudannüsse“, طین الفیل (Tīn al-Fīl) „Elefantenfeigen“, خیر بؤة (Chayr bu’a) „Glück der Rückkehr“ , Dschauz as-Sirk ,  Qāqullāh dhakar
- Englisch: Grains of paradise, Guinea grains, Melegueta pepper, Meleguetta pepper, Maleguetta-pepper, Alligator pepper
- Estnisch: Melegeti aframon
- Französisch: Graines de paradis, Malaguette, Poivre de Guinée, Maniguette, Maniquette
- Isländisch: paradísarkorn, gíneupipar
- Italienisch: Grani de Meleguetta, Maniguetta
- Russisch: Rajskiye zyorna, Malagvet
- Spanisch: Malagueta, Pimienta de malagueta
- Türkisch: Afrika kakulesi